# Euproctidion rhodoides
Euproctidion rhodoides är en fjärilsart som beskrevs av Collenette 1931. Euproctidion rhodoides ingår i släktet Euproctidion och familjen tofsspinnare. Inga underarter finns listade i Catalogue of Life.